# Medaglia al valore dell'Arma dei Carabinieri
La medaglia al valore dell'Arma dei carabinieri è una decorazione al merito della Repubblica italiana.

## Storia
La medaglia venne istituita con decreto legislativo n.297 del 2000 della presidenza della repubblica con l'intento di premiare quanti si fossero distinti con atti di coraggio compiuti in servizio non bellico da membri dell'Arma dei carabinieri, diretti a salvare vite umane, ad impedire sinistri o ad attenuare disordini pubblici.

## Descrizione
Nelle prime due classi (oro, argento) la medaglia viene concessa quando l'azione compiuta ha comportato gravi o gravissimi pericoli di vita, mentre la medaglia di bronzo è concessa per atti o imprese di particolare coraggio e perizia, compiuti però senza manifesto pericolo di morte.

## Insegne
La medaglia è costituita da un tondo d'oro, argento o bronzo a seconda della classe di 33 mm di diametro, riportante sul diritto la fiamma dei carabinieri attorniata dalla scritta "AL VALORE DEI CARABINIERI". Il retro della medaglia raffigura due rami d'alloro intrecciati a corona.
Il nastro è blu con una striscia al centro rossa attorniata da una striscia bianca per parte e con al centro una stella di materiale differente a seconda del grado (oro, argento o bronzo).